# 吳聞詩
吳聞詩（？—1604年），号养斋，山东历城人，明末清初政治人物。

## 生平
萬曆十九年辛卯科山東鄉試舉人，二十六年（1598年）戊戌科进士。吏部觀政，次年授山西临汾县知县，二十九年考察降用，三十二年改天長知縣，卒于官，崇祀乡贤祠。